# Tomás Chancalay
Tomás Chancalay, né le 1er janvier 1999 à Viale en Argentine, est un footballeur argentin jouant au poste d'ailier au Revolution de la Nouvelle-Angleterre.

## Biographie

### CA Colón
Tomás Chancalay est formé au CA Colón en Argentine. Le 10 février 2017, il signe son premier contrat professionnel avec son club formateur. Il joue son premier match en professionnel le 26 août 2017, à l'occasion d'un match de championnat face à Rosario Central. Il entre en jeu à vingt minutes de la fin du match, et les deux équipes se séparent sur un score nul (1-1). Une semaine plus tard, le 9 septembre, pour son deuxième match seulement, le CA Colón affronte Arsenal de Sarandi en championnat et Chancalay inscrit son premier but, le seul de la partie, et donne donc la victoire à son équipe.

### Racing Club
En février 2021, Tomás Chancalay rejoint le Racing Club sous la forme d'un prêt avec option d'achat.

### Revolution de la Nouvelle-Angleterre
Le 10 juillet 2023, Tomás Chancalay est prêté jusqu'au terme de la saison 2023 au Revolution de la Nouvelle-Angleterre, franchise de Major League Soccer.
En janvier 2024, Tomás Chancalay rejoint définitivement le Revolution de la Nouvelle-Angleterre. Il signe un contrat courant jusqu'en décembre 2026 avec une année supplémentaire en option. Le transfert est annoncé dès le 29 novembre 2023.

### En équipe nationale
Tomás Chancalay est sélectionné avec l'équipe d'Argentine des moins de 20 ans pour participer à la Coupe du monde des moins de 20 ans en 2019, qui a lieu en Pologne. Lors de cette compétition, il prend part à deux matchs, contre la Corée du Sud, puis contre le Mali en huitièmes, où l'Argentine se voit éliminée après une séance des tirs au but.